# Ottolenghi (motorfiets)
Ottolenghi is een historisch merk van motorfietsen.
De bedrijfsnaam was Ottolenghi & Actis, Caluso, Aosta, later Umberto Ottolenghi Motocicli, Torino.
Dit kleine Italiaanse merk bouwde van 1929 tot 1932 machines met 174 cc kopklepmotoren van Piazza en Ladetto & Blatto.
Vanaf 1930 werden er ook 246- en 346 cc-modellen met JAP-kopklepmotoren gemaakt.